# Comuna Ciuikivka, Iampil
Ciuikivka (în ucraineană Чуйківка) este o comună în raionul Iampil, regiunea Sumî, Ucraina, formată din satele Buhor, Ciuikivka (reședința), Mîkîtske și Obiednane.

## Demografie
Componența lingvistică a comunei Ciuikivka
     Ucraineană (94,37%)
     Rusă (5,31%)
     Alte limbi (0,11%)
Conform recensământului din 2001, majoritatea populației comunei Ciuikivka era vorbitoare de ucraineană (94,37%), existând în minoritate și vorbitori de rusă (5,31%).